# Grote Ster, Kleine Ster
Grote Ster, Kleine Ster was een tv-spelshow gebaseerd op het Britse Big Star's Little Star. Het programma begon op 3 september 2014 op VTM. In het programma spelen 3 beroemdheden met hun kinderen of kleinkinderen voor een goed doel naar keuze. Ze kunnen maximum €10.000 verdienen. Het 2de seizoen begon op 22 oktober 2015.

## Spelrondes

### Ronde 1
De beroemdheden (bekend als de 'Grote Sterren') wordt gevraagd naar dezelfde vragen als hun kinderen (die bekendstaan als de 'Kleine Sterren'), met hun doel is om hetzelfde te beantwoorden. Elk van de beroemdheden krijgt drie vragen op hun beurt, met de antwoorden van de kinderen vooraf opgenomen en getoond op het scherm.

### Ronde 2
De beroemdheden kijken naar een reeks video's van hun kinderen hoe zij verschillende alledaagse voorwerpen beschrijven, met als doel om te bepalen wat hun kinderen beschrijven. De beroemdheden zijn bekroond met twee punten als ze de voorwerpen kunnen identificeren na de eerste aanwijzing.

### Ronde 3
De beroemdheden en hun kinderen krijgen drie foto's, ze zullen een vraag over ofwel de beroemdheid of hun kind krijgen waar ze dan A, B of C moeten aanduiden met als doel dat ze hetzelfde zullen beantwoorden, ondanks niet in staat om elkaar te zien. Aan het einde van de ronde, twee beroemdheden moeten de show verlaten met €1.000 voor hun gekozen goede doel.

### Ronde 4
De winnende beroemdheid en hun kind zullen spelen voor €10.000 voor het goede doel. In deze laatste ronde krijgen ze 10 paar van de beelden dat er iets aan de familie betekenen en zijn verborgen achter 20 vakjes op het scherm. De beelden worden weergegeven op het scherm gedurende 5 seconden en dan moeten ze samenwerken om zoveel mogelijk dezelfde vakjes te hebben als ze kunnen voordat de tijd om is. Als alle tien vakjes op elkaar zijn afgestemd, wint het team  €10.000 voor hun gekozen goede doel.

## Afleveringen

### Seizoen 1
| Afl. | Uitzending        | Kijkcijfers (live) | Marktaandeel (live) | Deelnemers                                              |
| ---- | ----------------- | ------------------ | ------------------- | ------------------------------------------------------- |
| 1    | 3 september 2014  | 730.174            | 31,28%              | Sven De Ridder, Tia Hellebaut, Carl Huybrechts          |
| 2    | 10 september 2014 | 876.055            | 35,95%              | Mathias Coppens, Sylvie De Bie, Staf Coppens            |
| 3    | 17 september 2014 | 728.289            | 31,36%              | Steven Goegebeur, Véronique De Kock, Marijn Devalck     |
| 4    | 24 september 2014 | 712.972            | 27,88%              | Tiany Kiriloff, Faroek Ozgünes, Caroline Maes           |
| 5    | 1 oktober 2014    | 589.817            | 24,01%              | Nick Nuyens, Vanessa Hoefkens, Jan Verheyen             |
| 6    | 8 oktober 2014    | 772.399            | 30,39%              | Saartje Vandendriessche, Frank Duboccage, Willy Sommers |
| 7    | 15 oktober 2014   | 822.407            | 30,59%              | Stephanie Planckaert, Kürt Rogiers, Katja Retsin        |
| 8    | 22 oktober 2014   | 562.282            | 21,61%              | Chris Van Tongelen, Debby Pfaff, Luk Wyns               |

### Seizoen 2
| Afl. | Uitzending       | Kijkcijfers (live) | Marktaandeel (live) | Deelnemers                                           |
| ---- | ---------------- | ------------------ | ------------------- | ---------------------------------------------------- |
| 1    | 9 december 2015  |                    |                     | Evi Hanssen, Ellemieke Vermolen, Jean-Marie Dedecker |
| 2    | 16 december 2015 | 590.303            | 24,6%               | Christoff, Tanja Dexters, Ann Van Elsen              |
| 3    | 23 december 2015 | 540.196            | 18,9%               | Jan Schepens, Wesley Sonck, Wendy Van Wanten         |
| 4    | 30 december 2015 | 786.910            | 30,4%               | Kathleen Aerts, Carry Goossens, Eddy Planckaert      |